# Je'Von Evans
Malachi Jeffers (Greensboro, 29 de abril de 2004) é um lutador profissional americano que trabalha atualmente para a WWE, onde atua sob o nome de ringue Je'Von Evans na marca NXT. Ele era anteriormente conhecido pelo nome de Jay Malachi no circuito independente.

## Carreira na luta livre profissional

### Início de carreira (2018-2023)
Jeffers começou a treinar em 2018 com o lutador independente Labron Kozone na Carolina do Norte e fez sua estreia em 26 de janeiro de 2018. Sob o nome de ringue Jay Malachi, ele alcançou seu maior sucesso no circuito independente em Deadlock Pro -Wrestling, onde foi uma vez DPW Worlds Champion. Ele desocupou o título em 2 de novembro de 2023, quando assinou com a WWE.

### WWE (2023-presente)
Em novembro de 2023, foi relatado que Jeffers havia assinado com a WWE, onde se reportaria ao NXT marca. Ele fez sua estreia com o nome de ringue Je'Von Evans no episódio de 16 de fevereiro de 2024 do NXT Level Up perdendo para Brooks Jensen. No NXT Stand & Deliver, um pacote de vídeo foi ao ar exaltando a estreia de Evans no NXT. No episódio de 9 de abril do NXT, Evans fez sua estreia na televisão conquistando uma vitória contra SCRYPTS. Na semana seguinte no NXT, ele lutou contra o então NXT Champion Ilja Dragunov em uma tentativa perdida, mas foi endossado por Dragunov depois que os dois apertaram as mãos. Evans logo desenvolveu uma amizade na tela com Trick Williams, que tinha acabado de derrotar Dragunov para se tornar o novo campeão do NXT, depois que Williams veio em sua defesa contra Noam Dar e Oro Mensah de The Meta-Four. Evans e Williams se uniram no episódio de 28 de maio do NXT contra Mark Coffey e Wolfgang de Gallus em um esforço vitorioso . No episódio de 18 de junho do NXT, Evans venceu um battle royal de 25 homens para ganhar uma luta pelo NXT Championship contra Williams no NXT Heatwave . No entanto, Evans foi derrotado por Ethan Page mais tarde naquela noite, depois que Page desafiou Evans para uma luta, alegando que ele nunca foi eliminado da Battle Royal após ser atacado por Mensah.

## Títulos e prêmios
- Deadlock Pro-Wrestling
  - DPW Worlds Championship (1 vez)
  - Carolina Classic Tournament (2023)
  - DPW Awards (2 time)
    - Breakout Star of the Year (2022)
    - Wrestler of the Year (2023)
- Fire Star Pro Wrestling
  - FSPW Heavyweight Championship (1 vez)
  - FSPW South Eastern Championship (1 vez)
  - FSPW Tag Team Championship (1 vez) – com  Jackson Drake
- Premier Wrestling Federation
  - PWF Tag Team Championship (2 vezes) – com Jackson Drake